# Zotepina
Zotepina – organiczny związek chemiczny o szkielecie dibenzotiepiny, stosowany jako lek neuroleptyczny drugiej generacji w leczeniu objawów schizofrenii i choroby afektywnej dwubiegunowej.

## Mechanizm działania
Zotepina blokuje receptory dopaminergiczne D2 i receptory serotoninergiczne 5HT2A. Hamuje też wychwyt zwrotny noradrenaliny.

## Farmakokinetyka
Lek jest metabolizowany w wątrobie przy udziale izoenzymów cytochromu P450: 3A4 (CYP3A4) i 1A2 (CYP1A2).

## Działania niepożądane
Istotnymi działaniami niepożądanymi są przyrost masy ciała, sedacja, tachykardia, ortostatyczne spadki ciśnienia tętniczego, hiperprolaktynemia, wydłużenie odstępu QTc w stopniu zależnym od dawki. Lek prawdopodobnie zwiększa ryzyko insulinooporności, dyslipidemii i cukrzycy. Stosowanie zotepiny wiąże się ze zwiększeniem ryzyka napadów drgawkowych. W metaanalizie Leuchta i wsp. z 2013 roku zotepina była jednym z neuroleptyków najczęściej powodujących objawy pozapiramidowe (iloraz szans większy tylko dla haloperidolu).

## Dawkowanie
Lek jest najczęściej stosowany w dawce 75–300 mg na dobę. Wymaga podawania w trzech dawkach na dobę.

## Preparaty

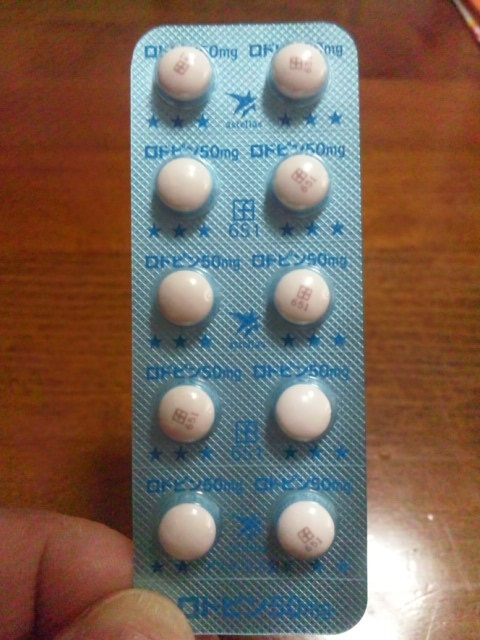
Blistr japońskiego preparatu zotepiny

Lek jest niedostępny w Polsce, jest natomiast dostępny m.in. w Niemczech, Czechach i Japonii. Preparaty handlowe: Lodopin, Losizopilon, Setous, Zoleptil.